# 1962 у музиці
1962 рік (тисяча дев'ятсот шістдесят другий) — рік, що починається в понеділок. Це 1962 рік нашої ери, 962 рік 2 тисячоліття, 62 рік ХХ століття, 2 рік 7-го десятиріччя ХХ століття. Музичне мистецтво — мистецтво організації музичних звуків.

## Визначні події року
Перший крок Ротару Софії Михайлівни до слави: вона стала переможницею районного конкурсі художньої самодіяльності. За чарівний голос земляки називали її «Буковинський соловей».
IV-й з'їзд композиторів і музикознавців України, де митці УРСР підсумовували творчі досягнення в різних жанрах музичної творчості.
Міжнародний музичний конкурс імені Миколи Лисенка, заснований Міністерством культури України, за підтримки українських митців. У складі журі — представники України, США, Австрії, Франції, Канади, Польщі, Угорщини, Румунії, РФ, Литви, Латвії, Вірменії, Естонії. Серед лауреатів 1962 року: піаністи — Л. Марцевич (1-а премія), М. Крушельницька (2-а премія).
При Національній музичній академії України імені Петра Чайковського було створено народну консерваторію з трирічним курсом навчання, слухачі якої, учасники художньої самодіяльності, підвищували свою кваліфікацію на вокальному, фортепіанному, диригентсько-хоровому й оркестровому відділах.

## Нагороди

### Національна премія України імені Тараса Шевченка
- Майборода Платон Іларіонович — український композитор

## Дати, пов'язані з творчістю групи The Beatles
- 6 червня — підписано контракт The Beatles із фірмою Parlophone, продюсером за весь час існування групи залишався Джордж Мартін.

- 18 серпня — під час виступу в ліверпульському клубі «The Cavern» уперше у складі The Beatles зіграв Рінго Старр.
- 11 вересня — у Лондоні The Beatles записали на студії EMI свій перший сингл «Love Me Do».

- 5 жовтня — перший сингл The Beatles «Love Me Do» почули слухачі Великої Британії.
- 17 жовтня — група The Beatles уперше виступила по телебаченню: взяла участь у передачі «Люди і країни» каналу TV Granada.

## Народились
- 18 січня — Гвердцителі Тамара Михайлівна, грузинська співачка.
- 6 лютого — Ексл Роуз (Вільям Брюс Бейлі), американський рок-співак (Guns N' Roses).

- 8 лютого — Блощичак Мирон, Заслужений артист України, лауреат міжнародних конкурсів. У музичному світі відомий як маестро повітря, легенда українського фольклору, людина-оркестр, музикант-віртуоз, автор і виконавець різножанрової музики, дослідник давніх духових українських музичних інструментів.
- 11 лютого — Шеріл Кроу, американська співачка.
- 13 лютого — Леонідов Максим Леонідович, російський естрадний співак, актор.
- 2 березня — Джон Бон Джові, американський рок-співак («Bon Jovi»), композитор, актор.
- 15 березня — Теренс Тренті Д'Арбі, американський поп-співак.

- 30 квітня — Фоменко Микола Володимирович, російський поп-музикант («Секрет»), шоумен, актор («Сирота казанська»), підприємець.
- 9 травня — Дейв Ґаан, британський музикант, фронтмен гурту Depeche Mode з часів його заснування.

- 18 травня — Сандра, німецька поп-співачка («Kiss My»; «Arabesque», «Enigma»)
- 8 червня — Нік Роудс (Бейтс), англійський рок-музикант, клавішник групи Duran Duran («Planet Earth», «Hungry like the Wolf», «Save a Prayer», «Union of the Snake», «Wild Boys»).
- 19 червня — Пола Абдул, американська танцівниця, співачка («Forever Your Girl», Straight Up, Opposites Attract, Promises of a New Day); екс-дружина Еміліо Естевеза.
- 8 липня — Джоан Осборн, американська рок-співачка.
- 22 серпня — Роланд Орзабал, гітарист, співак (дует Tears For Fears: Shout, Everybody Wants to Rule the World, Head Over Heels, Suffer the Children, Mad World, Change, Pale Shelter).
- 25 серпня — Вівіан Кемпбелл, ірландський рок-музикант, гітарист (Sweet Savage, Dio, Whitesnake, Def Leppard).
- 3 жовтня — Томмі Лі (Томас Лі Басс), американський рок-музикант, ударник групи Motley Crue (Too Fast for Love, Shout at the Devil, Theatre of Pain).
- 16 жовтня — Хворостовський Дмитро Олександрович, російський оперний співак (баритон).

- 17 жовтня — Майк Джадж, американський продюсер, режисер, сценарист, композитор та аніматор («Бівис і Батхед»).
- 1 листопада — Ентоні Кідіс, американський рок-музикант литовського походження, фронтмен Red Hot Chili Peppers.
- 16 листопада — Ігор Корнелюк, російський співак, композитор («Дожди», «Билет на балет», «Дым»).
- 6 грудня — Зажитько Сергій Іванович, український композитор. Народився в Чернігові.

## Померли
- 10 квітня — Стюарт Саткліфф, перший бас-гітарист у складі The Beatles (до 1961 р.).
- 14 червня — Вериківський Михайло Іванович, український композитор (опери «Сотник», «Наймичка»), диригент, фольклорист, автор першого українського балету «Пан Каньовський».
- 28 червня — Василевич Володимир Владиславович, хоровий диригент, викладач, заслужений артист України, загинув із 160-ма пасажирами на борту літака, що потерпів авіакатастрофу над Адлером.

## Нові твори

### Опера «Всесвітній потоп»
Автор: Стравінський Ігор Федорович, композитор і диригент українського козацького походження.

### «Як тебе не любити, Києве мій!»
Пісня композитора Ігоря Шамо на слова поета Дмитра Луценка. Перше публічне виконання відбулося 27 травня 1962 року (Юрій Гуляєв). З листопада 2014 року пісня — офіційний гімн Києва.

### «Плаче захмарене небо»
Автор тексту Олександр Демиденко. Слова були написані на музику, яку на той час вже склав композитор Вишиваний Ярослав Григорович. Сьогодні пісня стала народною.

### «Степом, степом…»
Вершиною творчості Негоди Миколи Феодосійовича став твір «Степом, степом…», який поклав на музику композитор Пашкевич Анатолій Максимович.
Свого часу ця пісня-реквієм потрясла Україну. Воєнна тема стала для композитора ще й темою любові до рідної землі. Віктор Астаф'єв про цю пісню сказав: "Вашу пісню вважають таким же гімном, як і гімн Кобзаря «Реве та стогне Дніпр широкий…».